# 下高瀬村
下高瀬村（しもたかせむら）は、香川県三豊郡にあった村。現在の三豊市三野町下高瀬。

## 歴史
- 1890年2月15日 - 町村制施行に伴い、三野郡下高瀬村が発足。
- 1899年4月1日 - 三野郡が豐田郡と合併し、三豐郡となる。
- 1955年4月1日 - 大見村、吉津村と合併し三野村が発足し同日下高瀬村廃止。